# Джудит Кестенберг
Джудит Силберпфениг Кестенберг (на немски: Judith Silberpfennig Kestenberg) е австрийски психоаналитик.

## Биография
Родена е през 1910 година в Краков, Полша. Учи медицина, неврология и психиатрия във Виенския университет. През 1934 г. започва да учи психоанализа във Виенското психоаналитично общество, а три години по-късно преминава обучителна анализа при Едуард Хичман. Същата година емигрира в Ню Йорк и довършва обучението си в болницата Белвю и в Нюйоркския психоаналитичен институт с Херман Нунберг. От 1943 г. е член на Нюйоркското психоаналитично общество.
Кестенберг оглавява програма за детско развитие. Холокоста преобръща целия ѝ живот и тя се занимава с темата до края на живота си. Първо започва да издирва и записва повече от 1500 деца оцелели по време на Холокоста, както и техните деца и децата на нацистите. Това е с цел международно изследване на организираното преследване на деца.
Омъжва се за Милтън Кестенберг в средата на 40-те години.
Умира на 20 февруари 1999 година в Сандпойнт на 89-годишна възраст.